# Clostridium septicum
Clostridium septicum  (лат.) — вид бактерий из рода клостридий. Является одним из возбудителей брадзота — острого инфекционного заболевания овец, характеризующееся быстрым отравлением организма.

## Морфология
Clostridium septicum — полиморфная, грамположительная, бескапсульная палочка длиной 2—10 мкм и шириной 0,8—2 мкм, подвижная за счёт перитрихт. Споры овальной формы, располагаются центрально или субтерминально, образуются в культурах и трупе. В мазках из культур находят отдельные палочки, цепочки и нити. Микробные клетки из старых культур грамотрицательные и плохо окрашиваются спиртово-водными растворами анилиновых красителей. В препаратах — отпечатках из серозных покровов печени и других органов обнаруживают длинные нити.